# Lokosphinx
L'equip Lokosphinx (codi UCI: LOK), conegut anteriorment com a Lokomotiv, és un equip ciclista professional rus de categoria continental. Creat el 2007, competeix tant en ciclisme en pista com en ruta. No s'ha de confondre amb l'anterior equip Lokomotiv.

## Principals resultats
- Volta a l'Alentejo: Aleksei Kunxin (2012)
- Volta a La Rioja: Ievgueni Xalunov (2012)
- Gran Premi della Liberazione: Ievgueni Xalunov (2014)
- Volta a la Comunitat de Madrid: Ievgueni Xalunov (2015)
- Trofeu Matteotti: Ievgueni Xalunov (2015), Serguei Xílov (2017)
- Clàssica d'Ordizia: Serguei Xílov (2017)

### A les grans voltes
- Giro d'Itàlia
  - 0 participacions
- Tour de França
  - 0 participacions
- Volta a Espanya
  - 0 participacions

## Composició de l'equip
| \| Llista de l'equip 2016 \| Llista de l'equip 2016 \| Llista de l'equip 2016 \| Llista de l'equip 2016 \| \| Ciclista \| Data de naixement \| Equip previ \| \| \| --------------------------------------- \| ---------------------- \| --------------------------- \| ---------------------- \| \| Vasily Neustroev \| 8 de gener de 1990 \| \| \| \| Artem Samolenkov \| 5 de novembre de 1993 \| \| \| \| Serguei Xílov \| 6 de febrer de 1988 \| Moscow (2009) \| \| \| Dmitri Sokolov \| 19 de març de 1988 \| Katyusha Continental (2010) \| \| \| Dmitri Strakhov \| 17 de maig de 1995 \| \| \| \| Alexander Vdovin \| 21 de agost de 1993 \| \| \| \| Sergey Vdovin \| 21 de agost de 1993 \| Lokosphinx amateur (2013) \| \| \| Vadim Zhuravlev \| 15 de març de 1993 \| Lokosphinx amateur (2015) \| \| \| Serguei Belikh (1 de jul–31 de des) \| 4 de març de 1990 \| Itera-Katusha (2015) \| \| \| Pavel Karpenkov (22 de jul–31 de des) \| 4 de març de 1992 \| \| \| \| \| \| \| \| \| Fonts: ProCyclingStats Cycling Archives \| \| \| \|Nota: Vasily Neustroev |                       |                             |  |
| Llista de l'equip 2016 |                       |                             |  |
| Ciclista | Data de naixement     | Equip previ                 |  |
| Vasily Neustroev | 8 de gener de 1990    |                             |  |
| Artem Samolenkov | 5 de novembre de 1993 |                             |  |
| Serguei Xílov | 6 de febrer de 1988   | Moscow (2009)               |  |
| Dmitri Sokolov | 19 de març de 1988    | Katyusha Continental (2010) |  |
| Dmitri Strakhov | 17 de maig de 1995    |                             |  |
| Alexander Vdovin | 21 de agost de 1993   |                             |  |
| Sergey Vdovin | 21 de agost de 1993   | Lokosphinx amateur (2013)   |  |
| Vadim Zhuravlev | 15 de març de 1993    | Lokosphinx amateur (2015)   |  |
| Serguei Belikh (1 de jul–31 de des) | 4 de març de 1990     | Itera-Katusha (2015)        |  |
| Pavel Karpenkov (22 de jul–31 de des) | 4 de març de 1992     |                             |  |
| |                       |                             |  |
| Fonts: ProCyclingStats Cycling Archives |                       |                             |  |

| \| Llista de l'equip 2017 \| Llista de l'equip 2017 \| Llista de l'equip 2017 \| Llista de l'equip 2017 \| \| Ciclista \| Data de naixement \| Equip previ \| \| \| ------------------------------------ \| ---------------------- \| --------------------------- \| ---------------------- \| \| Aleksandr Ievtuixenko \| 30 de juny de 1993 \| Gazprom-RusVelo (2016) \| \| \| Artem Samolenkov \| 5 de novembre de 1993 \| \| \| \| Serguei Xílov \| 6 de febrer de 1988 \| Moscow (2009) \| \| \| Dmitri Sokolov \| 19 de març de 1988 \| Katyusha Continental (2010) \| \| \| Mamir Staix \| 4 de maig de 1993 \| Gazprom-RusVelo (2016) \| \| \| Dmitri Strakhov \| 17 de maig de 1995 \| \| \| \| Alexander Vdovin \| 21 de agost de 1993 \| \| \| \| Sergey Vdovin \| 21 de agost de 1993 \| Lokosphinx amateur (2013) \| \| \| Vitalii Ivshin \| 24 de març de 1997 \| \| \| \| Aydar Zakarin (15 de juny–31 de des) \| 19 de abril de 1994 \| Gazprom-RusVelo (2017) \| \| \| \| \| \| \| \| Font: ProCyclingStats \| \| \| \| |                       |                             |  |
| Llista de l'equip 2017 |                       |                             |  |
| Ciclista | Data de naixement     | Equip previ                 |  |
| Aleksandr Ievtuixenko | 30 de juny de 1993    | Gazprom-RusVelo (2016)      |  |
| Artem Samolenkov | 5 de novembre de 1993 |                             |  |
| Serguei Xílov | 6 de febrer de 1988   | Moscow (2009)               |  |
| Dmitri Sokolov | 19 de març de 1988    | Katyusha Continental (2010) |  |
| Mamir Staix | 4 de maig de 1993     | Gazprom-RusVelo (2016)      |  |
| Dmitri Strakhov | 17 de maig de 1995    |                             |  |
| Alexander Vdovin | 21 de agost de 1993   |                             |  |
| Sergey Vdovin | 21 de agost de 1993   | Lokosphinx amateur (2013)   |  |
| Vitalii Ivshin | 24 de març de 1997    |                             |  |
| Aydar Zakarin (15 de juny–31 de des) | 19 de abril de 1994   | Gazprom-RusVelo (2017)      |  |
| |                       |                             |  |
| Font: ProCyclingStats |                       |                             |  |

## Classificacions UCI

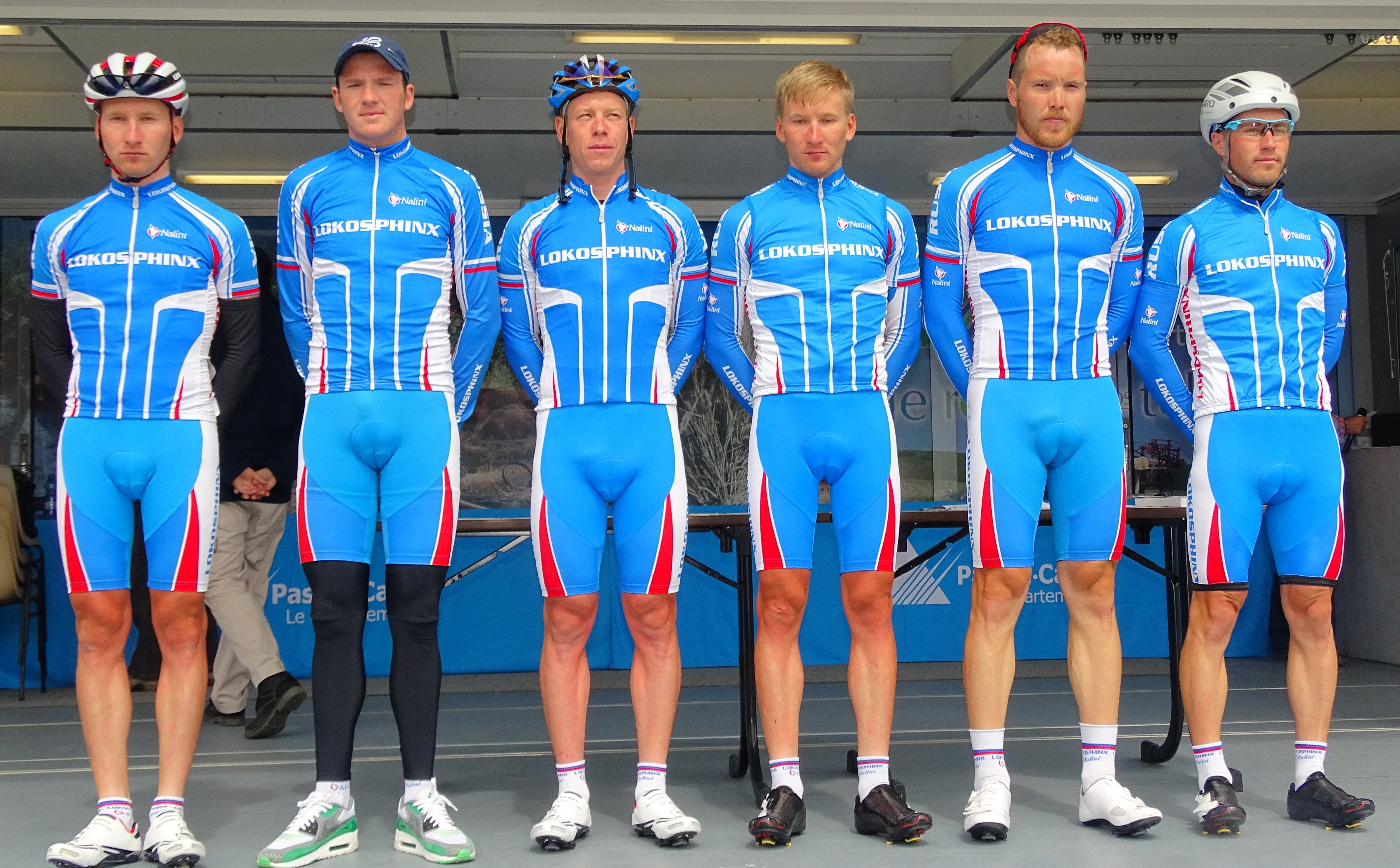
L'equip al 2015

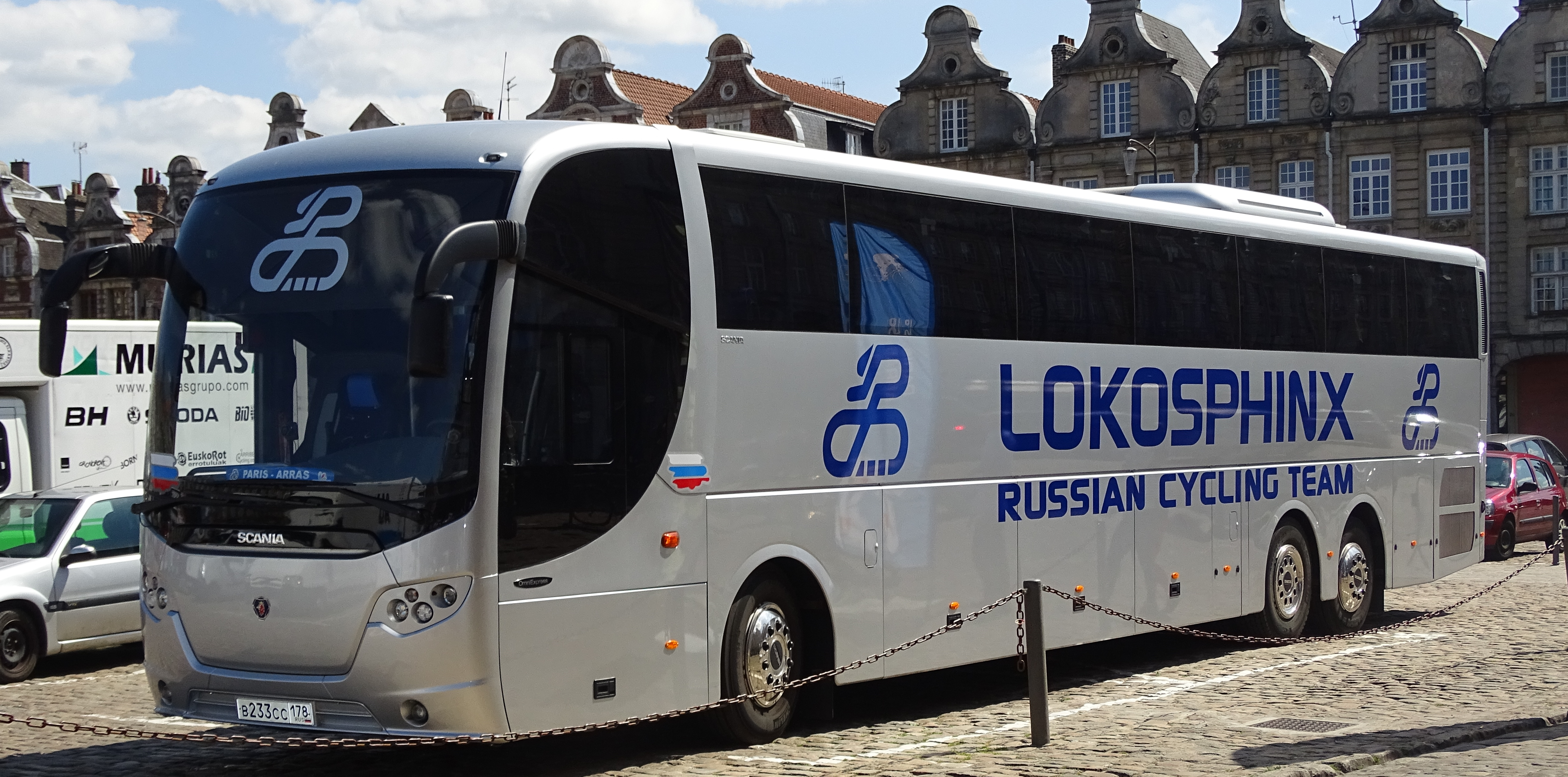
Vehicle de l'equip

L'equip participa en les proves dels circuits continentals i principalment en les curses del calendari de l'UCI Europa Tour.
UCI Amèrica Tour
| Temporada | Classificació per equips | Millor ciclista en la classificació individual |
| --------- | ------------------------ | ---------------------------------------------- |
| 2014      | 43è                      | Kiril Svéixnikov (357è)                        |
| 2015      | 55è                      | Kiril Svéixnikov (447è)                        |

UCI Europa Tour
| Temporada | Classificació per equips | Millor ciclista en la classificació individual |
| --------- | ------------------------ | ---------------------------------------------- |
| 2012      | 50è                      | Ievgueni Xalunov (138è)                        |
| 2013      | 83è                      | Serguei Xílov (380è)                           |
| 2014      | 40è                      | Serguei Xílov (133è)                           |
| 2015      | 40è                      | Ievgueni Xalunov (24è)                         |
| 2016      | 62è                      | Serguei Xílov (259è)                           |
| 2017      | 30è                      | Serguei Xílov (102è)                           |